# 乌斯季库利斯克市镇
乌斯季库利斯克市镇（俄语：Усть-Кульское муниципальное образование）是俄罗斯联邦伊尔库茨克州图伦区所属的一个市镇。其下辖有个居民点，行政中心为乌斯季库利斯克。据2016年统计，该市镇的人口为416人。